# 2010年の日本プロ野球
2010年の日本プロ野球（2010ねんのにほんぷろやきゅう）では、2010年の日本プロ野球（NPB）における動向をまとめる。

## できごと

### 1月
- 1月7日 - 北海道日本ハムファイターズは新外国人選手のボビー・ケッペルと契約合意したことを発表[1]
- 1月7日 - 東京ヤクルトスワローズは新外国人選手のトニー・バーネットと契約合意したことを発表[2]
- 1月8日 - 日本ハムは新外国人選手のブライアン・ウルフと契約合意したことを発表[3]
- 1月8日 - 読売ジャイアンツは新外国人選手のエドガー・ゴンザレス（登録名は「E・ゴンザレス」）の獲得を発表[4]
- 1月12日 - 野球殿堂入りが発表され、元西武ライオンズの東尾修と、元ロッテオリオンズ、中日ドラゴンズの江藤慎一と、元立教大学、熊谷組の古田昌幸を選出[5]。中日の監督の落合博満は史上初めて2年連続で1票差で落選[6]
- 1月13日 - 東北楽天ゴールデンイーグルスは新外国人選手のアンディ・フィリップスとの契約合意を発表[7]
- 1月17日 - 日本ハムの投手コーチの小林繁が心不全で死去[8]
- 1月17日 - 千葉ロッテマリーンズが前年ドラフト3位で指名した大嶺翔太の入団が決定。大嶺はドラフト後の12月上旬に未成年者飲酒禁止法および未成年者喫煙禁止法違反で補導され、球団はその後経過で入団の可否を決めるとしていた[9]
- 1月18日 - 阪神タイガースは以下の選手の背番号の変更を発表した。水田圭介が15から32、柴田講平が2から00、高橋勇丞が58から121、金村大裕が61から117、玉置隆が62から118に変更。また矢野輝弘の登録名を「矢野燿大」に変更したことも発表[10]
- 1月19日 - 埼玉西武ライオンズは菊池雄星の登録名を「雄星」とすることを発表[11]
- 1月19日 - セ・リーグの理事会はクライマックスシリーズの第1ステージについて、従来通り2戦先勝の3試合方式で行うことを決めた[12]。
- 1月19日 - プロ野球実行委員会で来季から使用球を1社に統一する方向で検討することが決まった[13]
- 1月20日 - 巨人は東京ドームが外野フェンスの上に高さ24センチのネットの設置する改修工事を行ったことを発表[14]
- 1月22日 - ロッテはドラフト3位で指名した大嶺翔太の入団を発表、登録名は「翔太」で背番号は50[15]
- 1月23日 - オリックスは2002年まで在籍した、前MLBシカゴ・カブスの田口壮の獲得を発表[16]。また前年まで在籍し、再契約を目指していたタフィー・ローズについて、球団からオファーをしないことを明らかにし、退団が確実となった[17]
- 1月25日 - 日本ハムは二軍投手コーチに関根裕之が就任したことと[18]、一軍投手コーチに前二軍投手コーチの島崎毅が就任したことを発表[19]
- 1月25日 - 審判会議で今季からボールカウントのコールを今までのストライク、ボール（SBO方式）から国際標準のボール、ストライクの順（BSO方式）とすることを決定[20]
- 1月26日 - 巨人は二軍投手コーチに打撃投手の河本育之の就任を発表[21]
- 1月26日 - 巨人は松本哲也の背番号が64から31に変更したことを発表[22]
- 1月28日 - 中日の私設応援団がNPBと12球団に対して、球場での鳴り物での応援禁止の取り消しと慰謝料を求めていた訴訟で、名古屋地方裁判所は取り消しは却下したが、原告22人に慰謝料24万円を支払うように被告側に命じた[23]

### 2月
- 2月5日 - オリックスの小瀬浩之がキャンプ地のホテルから転落し、死亡[24]
- 2月5日 - ロッテは前阪神の今岡誠と正式に契約を結んだことを発表、背番号は2[25]
- 2月7日 - 5日にキャンプ地のホテルから転落死したオリックスの小瀬浩之について、オリックスの球団本部長は警察から転落死について事件性がなかったと説明を受けたことを明らかにした[26]
- 2月8日 - 広島東洋カープは中東直瑛の登録名を「中東直己」に変更と、守備位置を捕手から外野手に変更することを発表[27]
- 2月18日 - 西武の赤田将吾とオリックスの阿部真宏が交換トレード[28]
- 2月19日 - 広島は2004年から3年間在籍経験のあるジョン・ベイルの獲得を発表[29]
- 2月26日 - 中日のマキシモ・ネルソンが銃弾1発を所持していたして、銃刀法違反で現行犯逮捕。同日午前に那覇空港から名古屋に向かう際の手荷物検査で見つかり、ネルソンも容疑を認めている[30]
- 2月28日 - この日の宜野湾でのオープン戦の横浜ベイスターズ対楽天戦がチリ地震の影響による津波警報発令のため、試合中止に[31]

### 3月
- 3月14日 - 阪神甲子園球場内に甲子園歴史館が開館[32]
- 3月16日 - 楽天は前監督の野村克也の名誉監督への就任を発表[33]
- 3月20日 - パ・リーグのシーズン公式戦が開幕[34]
- 3月22日 - 日本ハムが対ソフトバンク戦（札幌ドーム）に16対5で勝利し、梨田昌孝がNPB史上25人目の監督通算500勝[35]。日本ハムの坪井智哉がNPB史上434人目の通算1000試合出場[36]
- 3月22日 - ロッテの福浦和也が対西武戦でNPB史上258人目の通算100本塁打[36]
- 3月22日 - オリックスが楽天に5対4で勝利し、NPB史上初の開幕から3戦連続1点差での勝利[37]
- 3月22日 - オープン戦が終了、首位は日本ハムで最下位は横浜[38]
- 3月26日 - ソフトバンクの和田毅が対オリックス戦でNPB史上127人目の通算1000奪三振[36]
- 3月26日 - セ・リーグのシーズン公式戦が開幕[34]
- 3月26日 - 阪神対横浜戦（京セラドーム大阪）で阪神の安藤優也が球団史上初の3年連続開幕投手[32]。試合は阪神が勝利し、横浜は球団ワースト記録の開幕戦7連敗[39]
- 3月27日 - 福岡ソフトバンクホークスの川﨑宗則が対オリックス戦でNPB史上255人目の通算1000安打[36]
- 3月28日 - ソフトバンクの松中信彦が対オリックス戦でNPB史上168人目の通算1500試合出場[36]
- 3月29日 - 阪神は育成選手の田上健一を支配下選手登録したことを発表[40]
- 3月31日 - 楽天の高須洋介が対ロッテ戦（千葉マリン）で球団新記録の1試合5安打[41]

### 4月
- 4月1日 - 日本ハムの江尻慎太郎と横浜の石井裕也の交換トレードが発表[42]
- 4月1日 - 巨人のアレックス・ラミレスが対横浜戦（横浜）で今季初本塁打を放ち、日米通算300本塁打と外国人選手最多の通算9満塁本塁打[43]
- 4月2日 - ヤクルトのトニー・バーネットが対横浜戦（横浜スタジアム）でNPB初先発、7回無失点11奪三振の内容で初勝利を挙げる。来日1年目の外国人選手が初登板で2桁奪三振はNPB史上2人目、セ・リーグでは初[44]
- 4月2日 - 巨人の内野守備走塁コーチの木村拓也が対広島戦（マツダスタジアム）の試合前に倒れ、病院に運ばれ、くも膜下出血と診断された[45]
- 4月3日 - 楽天の監督のマーティー・ブラウンが対ソフトバンク戦（Kスタ宮城）で2回裏に本塁打での判定を巡って審判に抗議し、審判への侮辱行為で監督として通算9度目の退場処分。通算自身の持つ記録を更新、楽天では初[46]
- 4月4日 - ロッテの井口資仁が対オリックス戦でNPB史上256人目の通算1000安打[36]
- 4月4日 - 阪神の下柳剛が対中日戦でNPB史上35人目の通算600試合登板[36]
- 4月4日 - 日本ハム対西武戦（札幌ドーム）で4回裏、日本ハムは無死一塁から併殺打を一塁手が失策、安打を挟んでこの回2つめの併殺打。1イニング2併殺打はNPB史上5度目、パ・リーグ史上2度目、球団初[47]。6回表に西武のディー・ブラウンが武田勝からこの試合2打席連続本塁打を放ち、NPB史上通算90000本塁打[48]
- 4月5日 - 中日は育成選手の矢地健人を支配下選手登録したことを発表[49]
- 4月6日 - 阪神はロッテの川崎雄介を金銭トレードで獲得したことを発表[50]
- 4月6日 - 阪神は元ソフトバンクのジェイソン・スタンリッジと契約したことを発表[51]
- 4月6日 - 中日の谷繁元信が対横浜戦(横浜)で6回今季初本塁打を放ち、NPBタイ記録の新人から22年連続本塁打[52]
- 4月7日 - 2日の対広島戦（マツダ）の試合前に倒れた巨人の内野守備走塁コーチの木村拓也がくも膜下出血で死去。[53]
- 4月7日 - 横浜は1994年から5年間在籍していた大家友和の獲得を発表。昨季MLBクリーブランド・インディアンスをFAとなり、今季は3月までメキシカン・リーグでプレーしていた[54]
- 4月8日 - ソフトバンクのホセ・オーティズが対ロッテ戦でNPB史上259人目の通算100本塁打[36]
- 4月8日 - 楽天の山﨑武司が対日本ハム戦でNPB史上46人目の通算3000塁打[36]
- 4月8日 - オリックスは一軍バッテリーコーチの三輪隆と二軍バッテリーコーチの吉原孝介を配置転換することを発表[55]
- 4月9日 - ヤクルトの宮本慎也が対阪神戦でNPB史上3人目の通算350犠打[36]
- 4月10日 - 巨人のアレックス・ラミレスが対中日戦でNPB史上37人目の通算1000打点[36]
- 4月10日 - 阪神の金本知憲が対ヤクルト戦（甲子園）で球団新記録の1015試合連続出場[32]
- 4月10日 - ロッテの井口資仁が対西武戦（千葉マリン）で3回裏に日米通算1500安打[56]
- 4月11日 - 横浜の清水直行が対広島戦でNPB史上162人目の通算1500投球回[36]
- 4月13日 - 中日の森野将彦が対横浜戦でNPB史上260人目の通算100本塁打[36]
- 4月13日 - 阪神の藤川球児が対巨人戦（東京ドーム）で球団新記録の通算131セーブ[32]
- 4月15日 - ソフトバンクは14日の対オリックス戦（京セラドーム）の試合で登板し、降板後にベンチを蹴るなど破壊した神内靖に対し厳重注意処分[57]
- 4月17日 - ロッテのサブローが対オリックス戦でNPB史上257人目の通算1000安打[36]
- 4月18日 - 阪神の金本知憲が対横浜戦（横浜）で先発出場を外れ、連続フルイニング出場が1492試合でストップ。この試合は代打で出場し、連続出場記録は継続[32]
- 4月18日 - 中日の矢地健人がプロ入り初登板の対広島戦（マツダ）で梵英心に頭部に死球で今季初の危険球退場処分。5日に育成選手から支配下登録されたばかりだった[58]
- 4月20日 - ソフトバンクの井手正太郎と横浜の吉川輝昭との交換トレードが発表[59]
- 4月23日 - ヤクルトの中澤雅人が対横浜戦（横浜）で4安打完封で、今季新人選手では初勝利。この試合猛打賞を記録しており、新人投手の完封と猛打賞はドラフト制度導入以降では初[44]
- 4月24日 - 日本ハムの稲葉篤紀が対楽天戦でNPB史上48人目の通算1000三振[36]
- 4月30日 - ソフトバンクの荒金久雄、金子圭輔とオリックスの金澤健人による2対1の交換トレードが発表[60]

### 5月
- 5月2日 - ソフトバンクは新外国人選手のJDダービンと契約合意したことを発表[61]
- 5月3日 - ソフトバンクの小久保裕紀が対オリックス戦でNPB史上37人目の通算1000得点[36]
- 5月3日 - 阪神の城島健司が対中日戦でNPB史上14人目の通算100死球[36]
- 5月3日 - 巨人の藤井秀悟が対ヤクルト戦でNPB史上8人目の全球団勝利[62]
- 5月4日 - 日本ハムの木田優夫が対ロッテ戦でNPB史上85人目の通算500試合登板[36]
- 5月4日 - 日本ハムはロッテの佐藤賢治を金銭トレードで獲得したことを発表[63]
- 5月8日 - ソフトバンクの多村仁志が対西武戦でNPB史上153人目の通算150本塁打[36]
- 5月8日 - 楽天の中村紀洋が対日本ハム戦でNPB史上55人目の通算300二塁打[36]
- 5月8日 - ソフトバンクはマイケル・オルムステッドと育成選手契約したことを発表[64]
- 5月9日 - 中日の朝倉健太が対ヤクルト戦でNPB史上319人目の通算1000投球回[36]
- 5月9日 - ロッテは横浜の吉見祐治を金銭トレードで獲得したことを発表[65]
- 5月10日 - 中日の二軍本拠地球場のナゴヤ球場の改修工事が完了し、竣工式が行われた[66]
- 5月11日 - 楽天は一軍の内野守備走塁コーチの福原峰夫と、二軍の内野守備走塁コーチの永池恭男が交代することを発表[67]
- 5月15日 - 巨人のアレックス・ラミレスが対ロッテ戦でNPB史上36人目の通算300本塁打[36]
- 5月19日 - 西武の石井一久が対ヤクルト戦でNPB史上9人目の全球団勝利[68]
- 5月19日 - 日本ハムの二岡智宏が対巨人2回戦でNPB史上18人目の全球団から本塁打[69]
- 5月20日 - 楽天は新外国人選手のランディー・ルイーズとの契約合意を発表[70]サイト
- 5月22日 - ソフトバンクはアメリカ駐在スカウトに元福岡ダイエーホークスのマット・スクルメタと、元南海ホークス監督のドン・ブレイザーの息子のケント・ブラッシンゲームと契約したことを発表[71]
- 5月27日 - ヤクルトの監督の高田繁が休養、ヘッドコーチの小川淳司が監督代行に就任[44]
- 5月30日 - 巨人の小笠原道大が対西武戦でNPB史上24人目の通算350本塁打[36]

### 6月
- 6月2日 - ヤクルトの相川亮二が対ソフトバンク戦でNPB史上435人目の通算1000試合出場[36]
- 6月3日 - 阪神の金本知憲が4月17日に達成した1492試合連続フルイニングの記録がギネス世界記録に認定[72]
- 6月4日 - 阪神の桧山進次郎が対オリックス戦（京セラドーム）で8回に代打で安打を放ち、球団新記録の通算代打109安打[32]
- 6月4日 - 巨人の小笠原道大が対日本ハム3回戦でNPB史上19人目となる全球団から本塁打。大阪近鉄バファローズを含む13球団からは史上6人目[69]
- 6月5日 - 中日の井端弘和が対ロッテ戦でNPB史上105人目の通算1500安打[36]
- 6月5日 - 楽天の岩隈久志が対横浜戦でNPB史上128人目の通算1000奪三振[36]
- 6月5日 - 日本ハムの金子誠が対巨人戦でNPB史上12人目の通算250犠打[36]
- 6月5日 - 中日の森野将彦が対ロッテ戦でNPB史上436人目の通算1000試合出場[36]
- 6月14日 - 楽天の渡邉恒樹とヤクルトの鎌田祐哉の交換トレードが発表[73]
- 6月16日 - 中日の岩瀬仁紀が対日本ハム戦でNPB史上3人目の通算250セーブ[36]
- 6月18日 - 西武の山岸穣とヤクルトの米野智人が交換トレード[74]
- 6月20日 - 横浜の清水直行が対阪神戦でNPB史上126人目の通算100勝[36]
- 6月24日 - ソフトバンクの三瀬幸司と中日の清水将海の交換トレードが発表したことを発表[75]
- 6月25日 - 西武は2005年まで西武に在籍、前季はオリックスに在籍したホセ・フェルナンデスを獲得したことを発表[76]
- 6月27日 - 阪神の金本知憲が対ヤクルト戦でNPB史上13人目の通算450本塁打[36]

### 7月
- 7月4日 - ヤクルトの青木宣親が対中日戦でNPB史上258人目の通算1000安打[36]
- 7月6日 - 日ハムの稲葉篤紀が対ソフトバンク戦でNPB史上28人目の通算350二塁打[36]
- 7月20日 - ロッテのサブローが対日本ハム戦でNPB史上261人目の通算100本塁打[36]
- 7月20日 - 西武の中島裕之が対ソフトバンク戦でNPB史上259人目の通算1000安打[36]
- 7月20日 - 阪神は育成選手の森田一成を支配下選手登録したことを発表[77]
- 7月22日 - ロッテは新外国人選手のヘイデン・ペンの入団を発表[78]
- 7月25日 - 楽天は一軍打撃コーチ補佐の安部理と、二軍育成打撃担当コーチの礒部公一が交代することを発表[79]
- 7月26日 - 楽天の朝井秀樹と巨人の栂野雅史の交換トレードが発表[80]
- 7月28日 - 中日の谷繁元信が対巨人戦でNPB史上8人目の通算2500試合出場と、同15人目の通算100死球[36]
- 7月28日 - ソフトバンクの馬原孝浩が対楽天戦でNPB史上9人目の通算150セーブ[36]
- 7月29日 - ロッテは育成選手の山室公志郎を支配下選手登録したことを発表[81]
- 7月29日 - 西武は田辺徳雄の二軍打撃コーチへの就任を発表[82]
- 7月30日 - オリックスのアレックス・カブレラが対楽天戦でNPB史上49人目の通算1000三振[36]
- 7月31日 - 中日の平井正史が対阪神戦でNPB史上86人目の通算500試合登板[36]
- 7月31日 - 楽天は元阪神の藪恵壹との契約合意を発表[83]

### 8月
- 8月1日 - 西武の帆足和幸が対日本ハム戦でNPB史上320人目の通算1000投球回[36]
- 8月1日 - 中日の和田一浩が対阪神戦でNPB史上54人目の通算250本塁打[36]
- 8月7日 - 巨人の小笠原道大が対広島戦でNPB史上29人目の通算350二塁打[36]
- 8月8日 - ヤクルトはこの日までの対横浜3連戦に3連勝し、セ・リーグ新記録の連続3試合で55安打[44]
- 8月19日 - ロッテは大塚明の今季限りでの現役引退を発表[84]
- 8月28日 - 日本ハムのダルビッシュ有が対オリックス戦でNPB史上321人目の通算1000投球回[36]
- 8月28日 - 西武の涌井秀章が対楽天戦でNPB史上322人目の通算1000投球回[36]
- 8月31日 - 楽天の岩隈久志が対ロッテ戦でNPB史上127人目の通算100勝[36]

### 9月
- 9月3日 - 中日の和田一浩が対巨人戦でNPB史上106人目の通算1500安打[36]
- 9月3日 - 阪神は矢野燿大が今季限りで現役引退することを発表[85]
- 9月4日 - 西武の中村剛也が対楽天戦でNPB史上154人目の通算150本塁打[36]
- 9月4日 - 中日の山本昌が史上最年長となる45歳0ヶ月での完封勝利を記録（従来の最年長記録は若林忠志の42歳8ヶ月）[86]、また通算30回目は史上30人目[87]。
- 9月5日 - 阪神の藤川球児が対広島戦でNPB史上10人目の通算150セーブ[36]
- 9月7日 - 西武のホセ・フェルナンデスが対日本ハム戦でNPB史上260人目の通算1000安打[36]
- 9月11日 - オリックスの北川博敏が対楽天戦でNPB史上262人目の通算100本塁打[36]
- 9月11日 - ロッテは堀幸一に戦力外通告したことを発表[88]
- 9月15日 - 巨人の内海哲也が対ヤクルト戦でNPB史上323人目の通算1000投球回[36]
- 9月16日 - ヤクルト対巨人戦（神宮）でヤクルトの石川雅規が先発で勝利投手となり、球団新記録の10連勝。石川は開幕から6連敗しており、6連敗した投手がその後10連勝したのはNPB史上2人目、セ・リーグ初。ヤクルトの青木宣親が球団新記録のシーズン42二塁打[44]
- 9月19日 - 巨人のアレックス・ラミレスが対阪神戦でNPB史上47人目の通算3000塁打[36]
- 9月19日 - 横浜の村田修一が対広島戦でNPB史上437人目の通算1000試合出場[36]
- 9月21日 - 巨人の小笠原道大が対横浜戦でNPB史上24人目の通算3500塁打[36]
- 9月21日 - オリックスの北川博敏が対日本ハム戦でNPB史上261人目の通算1000安打[36]
- 9月22日 - 楽天の山﨑武司が対日本ハム戦でNPB史上42人目の通算2000試合出場[36]
- 9月24日 - 楽天は福盛和男が今季限りで現役引退することを発表[89]
- 9月24日 - イースタン・リーグはロッテが対巨人戦（ジャイアンツ球場）に4対2で勝利し、4年ぶり8度目のリーグ優勝達成[90]
- 9月25日 - ソフトバンクの川﨑宗則が対日本ハム戦でNPB史上438人目の通算1000試合出場[36]
- 9月25日 - ヤクルトの青木宣親が対巨人戦（神宮）で2安打を放ち今季65度目のマルチ安打で、自身のもつセ・リーグ記録を更新[44]
- 9月26日 - パシフィック・リーグで、西武が日本ハムに敗れたことにより、ソフトバンクが試合では楽天に敗れたものの、旧福岡ダイエーホークス以来7年ぶりとなるリーグ優勝を決めた。
- 9月26日 - 日本ハムの森本稀哲が対西武戦でNPB史上439人目の通算1000試合出場[36]
- 9月27日 - ウエスタン・リーグはこの日2位のソフトバンクが中日に敗れたため、阪神の4年ぶり15度目のリーグ優勝が決定[91]
- 9月28日 - ヤクルトの石川雅規が対横浜戦でNPB史上163人目の通算1500投球回[36]
- 9月28日 - ソフトバンクは村松有人の今季限りでの現役引退を発表[92]
- 9月29日 - 楽天は監督のマーティー・ブラウンと来季の契約をしないことを発表[93]
- 9月30日 - 楽天は二軍内野守備走塁コーチの福原峰夫から退団の申し入れを受理したことと、二軍育成コーチの米田慶三郎と来季の契約をしないことを発表[94]
- 9月30日 - 日本ハムはバディ・カーライルの退団を発表[95]

### 10月
- 10月1日 - セントラル・リーグで、阪神が広島に敗れたことにより、この日試合のなかった中日が4年ぶりのリーグ優勝を決めた。
- 10月1日 - 横浜ベイスターズについて、オーナー企業である東京放送ホールディングスが売却を検討していることがわかった。有力な売却先として、住宅設備大手の住生活グループが挙げられた。
- 10月1日 - 西武は工藤公康、谷中真二、上原厚治郎、松坂健太、田沢由哉に戦力外通告したことを発表[96]
- 10月1日 - 阪神は金村暁、庄田隆弘、大城祐二、西谷尚徳、金村大裕、高橋勇丞に戦力外通告したことを発表[97]
- 10月1日 - 楽天は二軍打撃コーチの星野おさむと来季の契約をしないことを発表[98]
- 10月1日 - 楽天は石川賢、小坂誠、憲史に戦力外通告したことを発表 [99]
- 10月1日 - 楽天は中村紀洋に戦力外通告したことを発表[100]
- 10月1日 - 日本ハムは木下達生と豊島明好に戦力外通告したことを発表[101]
- 10月1日 - ソフトバンクは水田章雄、佐藤誠、柳瀬明宏、大田原隆太、鈴木駿也、荒川雄太、吉川元浩、辻武史と、育成選手の大西正樹、マイケル・オルムステッドに戦力外通告したことを発表[102]
- 10月2日 - ロッテは下敷領悠太、相原勝幸、黒滝将人と育成選手の田村領平に戦力外通告したことを発表[103]
- 10月2日 - ロッテは二軍外野守備兼走塁コーチの代田建紀と来季の契約を結ばないことを発表[104]
- 10月2日 - 日本ハムは多田野数人の退団を発表[105]
- 10月2日 - 日本ハムは坪井智哉の退団を発表[106]
- 10月2日 - 阪神の平野恵一が球団新記録のシーズン通算57犠打[32]
- 10月3日 - ソフトバンクは二軍内野守備走塁コーチの林孝哉と二軍コーチ補佐野手担当の宮地克彦の退団を発表[107]
- 10月4日 - 楽天は小坂誠の今季限りでの現役引退を発表[108]
- 10月4日 - 中日はエドワード・バルデスとディオニス・セサルに戦力外通告したことを発表[109]
- 10月5日 - ヤクルト対阪神戦（神宮）でヤクルトの青木宣親がの初回に安打を放ち、通算2度目のシーズン200安打、2度のシーズン200安打はNPB史上初[44]。阪神の鳥谷敬がNPB史上262人目の通算1000安打[36]
- 10月7日 - 楽天は打撃コーチの古屋英夫とバッテリーコーチの山田勝彦からの退団の申し入れを受理したことを発表[110]
- 10月12日 - ソフトバンクは編成・育成部アドバイザーの森脇浩司の退団を発表[111]
- 10月15日 - 日本ハムは一軍投手コーチに芝草宇宙が就任したことを発表[112]
- 10月19日 - パシフィック・リーグのクライマックスシリーズ、ファイナルステージでロッテがソフトバンクに勝利し、5年ぶりの日本シリーズ出場が決定。
- 10月19日 - 阪神の元監督で、シニアディレクターを務めた星野仙一が退団を表明。
- 10月19日 - 阪神は二軍打撃コーチの町田公二郎からの辞任の申し入れを了承したことを発表[113]
- 10月22日 - 阪神は二軍監督に吉竹春樹が就任することを発表[114]
- 10月22日 - 阪神は二軍守備走塁コーチに風岡尚幸が就任することを発表[115]
- 10月22日 - 阪神は高橋光信の現役引退と二軍打撃コーチへの就任を発表[116]
- 10月22日 - 阪神は二軍監督の平田勝男と来季の契約を結ばないことを発表[117]
- 10月23日 - セントラル・リーグのクライマックスシリーズ、ファイナルステージで中日が巨人に勝利し、3年ぶりの日本シリーズ出場が決定。
- 10月26日 - 阪神はケーシー・フォッサムに戦力外通告したことを発表[118]
- 10月27日 - 楽天は二軍打撃コーチのルイス・ロペスの退任を発表[119]
- 10月27日 - 楽天は藪恵壹、宮出隆自、トッド・リンデン、アンディ・フィリップスに戦力外通告したことを発表[120]
- 10月27日 - 楽天の新監督に星野仙一が就任[121]
- 10月27日 - 西武はバッテリーチーフコーチ大石友好、打撃コーチの森博幸の、守備走塁コーチの清家政和、二軍捕手コーチの大井久士と来季の契約を結ばないことを発表[122]
- 10月29日 - ソフトバンクはファン・デレオンと育成選手契約したことを発表[123]
- 10月29日 - 阪神はロバート・ザラテと育成選手で契約したことを発表[124]
- 10月30日 - ソフトバンクから戦力外通告の水田章雄が同球団の打撃投手となることが発表[125]
- 10月30日 - 西武は吉見太一に戦力外通告したことを発表[126]

### 11月
- 11月2日 - 中日は佐藤充、澤井道久、西川明に戦力外通告したことを発表[127]
- 11月5日 - 日本ハムの紺田敏正と須永英輝と巨人のウィルフィン・オビスポの交換トレードが発表[128]
- 11月7日 - 日本シリーズ第7戦、パ・リーグのロッテがセ・リーグ覇者の中日に延長12回、8-7で勝利し、4勝2敗1分けで5年ぶり4度目の日本一を達成した。MVPは今江敏晃内野手。
- 11月9日 - 中日は打撃コーチの井上一樹が二軍監督に就任することを発表[129]
- 11月11日 - 西武は前ソフトバンクの荒川雄太を獲得したことを発表[130]
- 11月12日 - 阪神は桟原将司と黒田祐輔と育成選手の再契約したことを発表[131]
- 11月12日 - 阪神は田中慎太朗と玉置隆と育成選手の再契約したことを発表[132]
- 11月14日 - ロッテの根本朋久と日本ハムの山本一徳、高口隆行との1対2の交換トレードが発表[133]
- 11月14日 - ソフトバンクはロベルト・ペタジーニに戦力外通告したことを発表[134]
- 11月15日 - 日本ハムは前西武の松坂健太を獲得したことを発表[135]
- 11月15日 - 中日は前横浜の佐伯貴弘の入団を発表[136]
- 11月16日 - ロッテはブライアン・コーリーとフアン・カルロス・ムニスに戦力外通告したことを発表[137]
- 11月17日 - 西武は以下の選手の背番号の変更を発表した。大沼幸二が15から61、松永浩典が24から38、松下建太が35から57に変更[138]
- 11月19日 - 日本ハムは新外国人選手のマイカ・ホフパワーと契約合意したことを発表[139]
- 11月19日 - 楽天は元西武で今季KBOLGツインズに在籍した岡本真或と契約に合意したことを発表[140]
- 11月20日 - 日本ハムは以下の選手の背番号の変更を発表した。石井裕也が27から13、鶴岡慎也が64から22、中嶋聡が32から27、糸井嘉男が26から7、鵜久森淳志が65から44、佐藤賢治が69から52に変更。また移籍の根本朋久の背番号を32にしたことも発表したことを発表[141]
- 11月20日 - 中日は前日本ハムの木下達生と育成選手で契約したことを発表[142]
- 11月22日 - ソフトバンクは斉藤和巳が支配下選手登録を外れ、リハビリ担当コーチに就任し現役復帰を目指すことを発表[143]
- 11月22日 - 阪神は藤川俊介の登録名を「俊介」に変更したことを発表[144]
- 11月24日 - 楽天からFAの藤井彰人が阪神への入団を表明[145]
- 11月25日 - 楽天は元西武で今季MLBヒューストン・アストロズに在籍した松井稼頭央と契約合意したことを発表[146]

### 12月
- 12月1日 - 日本ハムからFAの建山義紀がMLBテキサス・レンジャーズと契約[147]
- 12月1日 - 日本ハムからFAの森本稀哲が横浜に移籍することを発表[148]
- 12月2日 - ロッテは堀幸一の現役引退を発表[149]
- 12月3日 - 阪神は前横浜加藤康介の入団を発表[150]
- 12月3日 - ソフトバンクは前横浜の大西宏明と、前阪神の大城祐二の育成選手での入団を発表[151]
- 12月3日 - ソフトバンクは柳瀬明宏、大田原隆太、鈴木駿也と育成選手契約したことを発表[152]
- 12月3日 - ソフトバンクは中西健太の背番号を27から31へ変更したことを発表[153]
- 12月6日 - 楽天は塩川竜也の背番号を6から1、同じくランディ・ルイーズを3から42へ変更することを発表[154]
- 12月6日 - 阪神は以下の選手の背番号の変更を発表した。ジェン・カイウンが64から40、小宮山慎二が60から39、大和が66から0、髙濱卓也が36から66に変更。育成選手の桟原将司が40から117、黒田祐輔が59から121に変更[155]
- 12月9日 - 楽天の渡辺直人が横浜へ金銭トレードされることが発表[156]
- 12月13日 - 中日は以下の選手の背番号の変更を発表した。大島洋平が32から8、新井良太が25から32、前田章宏が00から38、平田良介が8から40、田中大輔が22から58に変更。育成選手の齊藤信介が38から203、赤坂和幸が54から204、井藤真吾が62から205に変更[157]
- 12月17日 - 楽天は新外国人選手のケルビン・ヒメネスと契約合意したことを発表[158]
- 12月17日 - 日本ハムは今季戦力外通告した多田野数人と再契約したことを発表[159]
- 12月17日 - 阪神は前楽天の藪恵壹の二軍投手コーチへの就任を発表[160]
- 12月20日 - 中日は新外国人選手のジョエル・グスマン、フェリックス・カラスコと契約したことを発表[161]
- 12月24日 - 西武は雄星の登録名を本名の「菊池雄星」に戻すことと、許銘傑の登録名を「ミンチェ」とすることを発表[162]
- 12月24日 - 中日の新井良太と阪神の水田圭介が交換トレード[163]
- 12月25日 - ソフトバンクは新外国人選手のアンソニー・レルーの入団を発表したことを発表[164]
- 12月28日 - ロッテは新外国人選手のボブ・マクローリーの入団を発表[165]
- 12月28日 - 阪神はマルコス・ベキオナチと育成選手で契約したことを発表[166]

## 競技結果

### ペナントレース
| 順位 | 球団                   | 勝 | 敗 | 分 | 勝率 | 差   |
| 1位  | 中日ドラゴンズ         | 79 | 62 | 3  | .560 | 優勝 |
| 2位  | 阪神タイガース         | 78 | 63 | 3  | .553 | 1.0  |
| 3位  | 読売ジャイアンツ       | 79 | 64 | 1  | .552 | 1.0  |
| 4位  | 東京ヤクルトスワローズ | 72 | 68 | 3  | .514 | 6.5  |
| 5位  | 広島東洋カープ         | 58 | 84 | 2  | .408 | 21.5 |
| 6位  | 横浜ベイスターズ       | 48 | 95 | 1  | .336 | 32.0 |

| 順位 | 球団                         | 勝 | 敗 | 分 | 勝率 | 差   |
| 1位  | 福岡ソフトバンクホークス     | 76 | 63 | 5  | .547 | 優勝 |
| 2位  | 埼玉西武ライオンズ           | 78 | 65 | 1  | .545 | 0.0  |
| 3位  | 千葉ロッテマリーンズ         | 75 | 67 | 2  | .528 | 2.5  |
| 4位  | 北海道日本ハムファイターズ   | 74 | 67 | 3  | .525 | 3.0  |
| 5位  | オリックス・バファローズ     | 69 | 71 | 4  | .493 | 7.5  |
| 6位  | 東北楽天ゴールデンイーグルス | 62 | 79 | 3  | .440 | 15.0 |

#### 日本生命 セ・パ交流戦2010
| 順位 | 球団                         | 勝 | 敗 | 分 | 勝率 | 差   |
| 1位  | オリックス・バファローズ     | 16 | 8  | 0  | .667 | 優勝 |
| 2位  | 埼玉西武ライオンズ           | 14 | 10 | 0  | .583 | 2.0  |
| 3位  | 福岡ソフトバンクホークス     | 13 | 10 | 1  | .565 | 2.5  |
| 4位  | 千葉ロッテマリーンズ         | 13 | 10 | 1  | .565 | 2.5  |
| 5位  | 東北楽天ゴールデンイーグルス | 13 | 10 | 1  | .565 | 2.5  |
| 6位  | 北海道日本ハムファイターズ   | 12 | 11 | 1  | .522 | 3.5  |
| 7位  | 読売ジャイアンツ             | 12 | 12 | 0  | .500 | 4.0  |
| 8位  | 阪神タイガース               | 11 | 12 | 1  | .478 | 4.5  |
| 9位  | 中日ドラゴンズ               | 11 | 13 | 0  | .458 | 5.0  |
| 10位 | 広島東洋カープ               | 10 | 12 | 2  | .455 | 5.0  |
| 11位 | 東京ヤクルトスワローズ       | 9  | 14 | 1  | .391 | 6.5  |
| 12位 | 横浜ベイスターズ             | 6  | 18 | 0  | .250 | 10.0 |

- 同率の場合は前年の順位で上位のチームが上位にランクされる

### クライマックスシリーズ

#### ファーストステージ
| 日付                   | 試合  | ビジター球団（先攻） | スコア | ホーム球団（後攻） | 開催球場       |
| 10月16日（土）         | 第1戦 | 読売ジャイアンツ     | 3 - 1  | 阪神タイガース     | 阪神甲子園球場 |
| 10月17日（日）         | 第2戦 | 読売ジャイアンツ     | 7 - 6  | 阪神タイガース     | 阪神甲子園球場 |
| 勝者：読売ジャイアンツ |       |                      |        |                    |                |

| 日付                       | 試合  | ビジター球団（先攻） | スコア | ホーム球団（後攻） | 開催球場   |
| 10月9日（土）              | 第1戦 | 千葉ロッテマリーンズ | 6 - 5  | 埼玉西武ライオンズ | 西武ドーム |
| 10月10日（日）             | 第2戦 | 千葉ロッテマリーンズ | 5 - 4  | 埼玉西武ライオンズ | 西武ドーム |
| 勝者：千葉ロッテマリーンズ |       |                      |        |                    |            |

#### ファイナルステージ
| 日付                 | 試合           | ビジター球団（先攻） | スコア | ホーム球団（後攻） | 開催球場     |
| アドバンテージ       | アドバンテージ | 読売ジャイアンツ     |        | 中日ドラゴンズ     |              |
| 10月20日（水）       | 第1戦          | 読売ジャイアンツ     | 0 - 5  | 中日ドラゴンズ     | ナゴヤドーム |
| 10月21日（木）       | 第2戦          | 読売ジャイアンツ     | 0 - 2  | 中日ドラゴンズ     | ナゴヤドーム |
| 10月22日（金）       | 第3戦          | 読売ジャイアンツ     | 3 - 2  | 中日ドラゴンズ     | ナゴヤドーム |
| 10月23日（土）       | 第4戦          | 読売ジャイアンツ     | 3 - 4  | 中日ドラゴンズ     | ナゴヤドーム |
| 勝者：中日ドラゴンズ |                |                      |        |                    |              |

| 日付                       | 試合           | ビジター球団（先攻） | スコア | ホーム球団（後攻）       | 開催球場     |
| アドバンテージ             | アドバンテージ | 千葉ロッテマリーンズ |        | 福岡ソフトバンクホークス |              |
| 10月14日（木）             | 第1戦          | 千葉ロッテマリーンズ | 3 - 1  | 福岡ソフトバンクホークス | ヤフードーム |
| 10月15日（金）             | 第2戦          | 千葉ロッテマリーンズ | 1 - 3  | 福岡ソフトバンクホークス | ヤフードーム |
| 10月16日（土）             | 第3戦          | 千葉ロッテマリーンズ | 0 - 1  | 福岡ソフトバンクホークス | ヤフードーム |
| 10月17日（日）             | 第4戦          | 千葉ロッテマリーンズ | 4 - 2  | 福岡ソフトバンクホークス | ヤフードーム |
| 10月18日（月）             | 第5戦          | 千葉ロッテマリーンズ | 5 - 2  | 福岡ソフトバンクホークス | ヤフードーム |
| 10月19日（火）             | 第6戦          | 千葉ロッテマリーンズ | 7 - 0  | 福岡ソフトバンクホークス | ヤフードーム |
| 勝者：千葉ロッテマリーンズ |                |                      |        |                          |              |

### 日本シリーズ
| 日付                                       | 試合   | ビジター球団（先攻） | スコア | ホーム球団（後攻）   | 開催球場             |
| ------------------------------------------ | ------ | -------------------- | ------ | -------------------- | -------------------- |
| 10月30日（土）                             | 第1戦  | 千葉ロッテマリーンズ | 5 - 2  | 中日ドラゴンズ       | ナゴヤドーム         |
| 10月31日（日）                             | 第2戦  | 千葉ロッテマリーンズ | 1 - 12 | 中日ドラゴンズ       | ナゴヤドーム         |
| 11月1日（月）                              | 移動日 | 移動日               | 移動日 | 移動日               | 移動日               |
| 11月2日（火）                              | 第3戦  | 中日ドラゴンズ       | 1 - 7  | 千葉ロッテマリーンズ | 千葉マリンスタジアム |
| 11月3日（水）                              | 第4戦  | 中日ドラゴンズ       | 4 - 3  | 千葉ロッテマリーンズ | 千葉マリンスタジアム |
| 11月4日（木）                              | 第5戦  | 中日ドラゴンズ       | 4 - 10 | 千葉ロッテマリーンズ | 千葉マリンスタジアム |
| 11月5日（金）                              | 移動日 | 移動日               | 移動日 | 移動日               | 移動日               |
| 11月6日（土）                              | 第6戦  | 千葉ロッテマリーンズ | 2 - 2  | 中日ドラゴンズ       | ナゴヤドーム         |
| 11月7日（日）                              | 第7戦  | 千葉ロッテマリーンズ | 8 - 7  | 中日ドラゴンズ       | ナゴヤドーム         |
| 優勝：千葉ロッテマリーンズ（5年ぶり4回目） |        |                      |        |                      |                      |

### 個人タイトル（野手）
|            | セントラル・リーグ | セントラル・リーグ | セントラル・リーグ | パシフィック・リーグ | パシフィック・リーグ | パシフィック・リーグ |
| タイトル   | 選手               | 球団               | 成績               | 選手                 | 球団                 | 成績                 |
| ---------- | ------------------ | ------------------ | ------------------ | -------------------- | -------------------- | -------------------- |
| 首位打者   | 青木宣親           | ヤクルト           | .358               | 西岡剛               | ロッテ               | .346                 |
| 本塁打王   | A.ラミレス         | 巨人               | 49本               | T-岡田               | オリックス           | 33本                 |
| 打点王     | A.ラミレス         | 巨人               | 129点              | 小谷野栄一           | 日本ハム             | 109点                |
| 最多安打   | M.マートン         | 阪神               | 214本              | 西岡剛               | ロッテ               | 206本                |
| 盗塁王     | 梵英心             | 広島               | 43個               | 本多雄一             | ソフトバンク         | 59個                 |
| 盗塁王     | 梵英心             | 広島               | 43個               | 片岡易之             | 西武                 | 59個                 |
| 最高出塁率 | 和田一浩           | 中日               | .437               | A.カブレラ           | オリックス           | .428                 |

### 個人タイトル（投手）
|                  | セントラル・リーグ | セントラル・リーグ | セントラル・リーグ | パシフィック・リーグ | パシフィック・リーグ | パシフィック・リーグ |
| タイトル         | 選手               | 球団               | 成績               | 選手                 | 球団                 | 成績                 |
| ---------------- | ------------------ | ------------------ | ------------------ | -------------------- | -------------------- | -------------------- |
| 最優秀防御率     | 前田健太           | 広島               | 2.21               | ダルビッシュ有       | 日本ハム             | 1.78                 |
| 最多勝利         | 前田健太           | 広島               | 15勝               | 和田毅               | ソフトバンク         | 17勝                 |
| 最多勝利         | 前田健太           | 広島               | 15勝               | 金子千尋             | オリックス           | 17勝                 |
| 最多奪三振       | 前田健太           | 広島               | 174個              | ダルビッシュ有       | 日本ハム             | 222個                |
| 最高勝率         | 久保康友           | 阪神               | .737               | 杉内俊哉             | ソフトバンク         | .696                 |
| 最多セーブ投手   | 岩瀬仁紀           | 中日               | 42S                | B.シコースキー       | 西武                 | 33S                  |
| 最優秀中継ぎ投手 | 浅尾拓也           | 中日               | 59HP               | 攝津正               | ソフトバンク         | 42HP                 |
| 最優秀中継ぎ投手 | 浅尾拓也           | 中日               | 59HP               | B.ファルケンボーグ   | ソフトバンク         | 42HP                 |

### 月間MVP
|        | セントラル・リーグ | セントラル・リーグ | セントラル・リーグ | セントラル・リーグ | パシフィック・リーグ | パシフィック・リーグ | パシフィック・リーグ | パシフィック・リーグ |
|        | 投手               | 球団               | 野手               | 球団               | 投手                 | 球団                 | 野手                 | 球団                 |
| ------ | ------------------ | ------------------ | ------------------ | ------------------ | -------------------- | -------------------- | -------------------- | -------------------- |
| 3・4月 | 東野峻             | 巨人               | 小笠原道大         | 巨人               | 杉内俊哉             | ソフトバンク         | 川﨑宗則             | ソフトバンク         |
| 5月    | 前田健太           | 広島               | A.ラミレス         | 巨人               | 田中将大             | 楽天                 | 西岡剛               | ロッテ               |
| 6月    | 久保康友           | 阪神               | 阿部慎之助         | 巨人               | 木佐貫洋             | オリックス           | 田中賢介             | 日本ハム             |
| 7月    | 石川雅規           | ヤクルト           | 平野恵一           | 阪神               | 金子千尋             | オリックス           | T-岡田               | オリックス           |
| 8月    | 館山昌平           | ヤクルト           | 鳥谷敬             | 阪神               | 金子千尋             | オリックス           | 小谷野栄一           | 日本ハム             |
| 9月    | 能見篤史           | 阪神               | 青木宣親           | ヤクルト           | B.ウルフ             | 日本ハム             | 西岡剛               | ロッテ               |

### 表彰
|              | セントラル・リーグ | セントラル・リーグ | パシフィック・リーグ | パシフィック・リーグ |
| タイトル     | 選手               | 球団               | 選手                 | 球団                 |
| ------------ | ------------------ | ------------------ | -------------------- | -------------------- |
| 最優秀選手   | 和田一浩           | 中日               | 和田毅               | ソフトバンク         |
| 最優秀新人   | 長野久義           | 巨人               | 榊原諒               | 日本ハム             |
| 沢村栄治賞   | 前田健太           | 広島               | （該当者なし）       | （該当者なし）       |
| 正力松太郎賞 | （該当者なし）     | （該当者なし）     | 西村徳文             | ロッテ               |

### ベストナイン
|          | セントラル・リーグ | セントラル・リーグ | パシフィック・リーグ | パシフィック・リーグ |
| -------- | ------------------ | ------------------ | -------------------- | -------------------- |
| 投手     | 前田健太           | 広島               | 和田毅               | ソフトバンク         |
| 捕手     | 阿部慎之助         | 巨人               | 嶋基宏               | 楽天                 |
| 一塁手   | C.ブラゼル         | 阪神               | A.カブレラ           | オリックス           |
| 二塁手   | 平野恵一           | 阪神               | 田中賢介             | 日本ハム             |
| 三塁手   | 森野将彦           | 中日               | 小谷野栄一           | 日本ハム             |
| 遊撃手   | 鳥谷敬             | 阪神               | 西岡剛               | ロッテ               |
| 外野手   | M.マートン         | 阪神               | 多村仁志             | ソフトバンク         |
| 外野手   | 青木宣親           | ヤクルト           | T-岡田               | オリックス           |
| 外野手   | 和田一浩           | 中日               | 栗山巧               | 西武                 |
| 指名打者 |                    |                    | 福浦和也             | ロッテ               |

### ゴールデングラブ賞
|        | セントラル・リーグ | セントラル・リーグ | パシフィック・リーグ | パシフィック・リーグ |
| ------ | ------------------ | ------------------ | -------------------- | -------------------- |
| 投手   | 前田健太           | 広島               | 涌井秀章             | 西武                 |
| 捕手   | 城島健司           | 阪神               | 嶋基宏               | 楽天                 |
| 一塁手 | 該当者なし         | 該当者なし         | 小久保裕紀           | ソフトバンク         |
| 二塁手 | 平野恵一           | 阪神               | 田中賢介             | 日本ハム             |
| 三塁手 | 宮本慎也           | ヤクルト           | 小谷野栄一           | 日本ハム             |
| 遊撃手 | 梵英心             | 広島               | 西岡剛               | ロッテ               |
| 外野手 | 青木宣親           | ヤクルト           | 糸井嘉男             | 日本ハム             |
| 外野手 | 廣瀬純             | 広島               | 坂口智隆             | オリックス           |
| 外野手 | 赤松真人           | 広島               | 栗山巧               | 西武                 |